# Montaña del Pórfido
La montaña del Pórfido es una prominente cumbre de montaña de 6.375 pies (1.943 metros) situada en las montañas Wrangell, en el estado estadounidense de Alaska. La cima está situada en el parque nacional y Reserva de Wrangell-San Elías, inmediatamente al sureste de Kennecott, a 4 mi (6 km) al noreste de McCarthy, y a 5 mi (8 km) al noroeste del pico Sourdough. La escorrentía de las precipitaciones de la montaña drena hacia los afluentes del río Nizina, que a su vez forma parte de la cuenca de drenaje del río Cobre. El pico es notable por un glaciar de roca en su ladera norte. La montaña fue llamada así porque está compuesta en gran parte de pórfido, que es una roca ígnea muy dura. El nombre local de la montaña le fue asignado en 1908 por el Servicio Geológico de los Estados Unidos. En un día claro, la cima de la montaña del Pórfido ofrece vistas del pico Donoho, el glaciar Kennicott y el monte Blackburn al noroeste, y  Fireweed mountain al oeste.

## Referencias

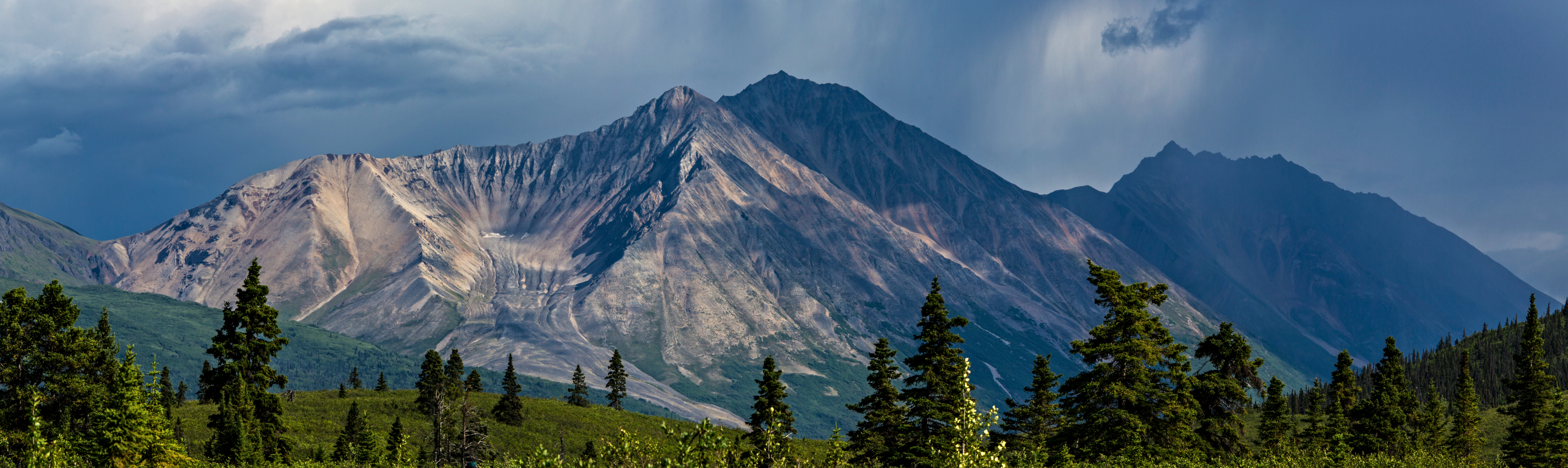
Montaña del Pórfido y Glaciar National Creek Rock desde la cuenca del Donoho

## Clima
Según la clasificación climática de Köppen, la montaña del Pórfido se encuentra en una zona climática subártica con inviernos largos, fríos y con abundantes nevadas y veranos frescos. Los sistemas meteorológicos que provienen del golfo de Alaska son impulsados hacia arriba por las montañas Wrangell ( elevación orográfica ), lo que provoca fuertes precipitaciones en forma de lluvia y nevadas. Las temperaturas pueden caer por debajo de los -20 °C con factores de sensación térmica por debajo de los -30 °C. Los meses de mayo a junio ofrecen el clima más favorable para la observación y la escalada.